# Idabel
Idabel é uma cidade localizada no estado norte-americano de Oklahoma, no Condado de McCurtain.

## Demografia
Segundo o censo norte-americano de 2000, a sua população era de 6952 habitantes.
Em 2006, foi estimada uma população de 6918, um decréscimo de 34 (-0.5%).

## Geografia
De acordo com o United States Census Bureau tem uma área de
41,3 km², dos quais 41,3 km² cobertos por terra e 0,0 km² cobertos por água. Idabel localiza-se a aproximadamente 128 m acima do nível do mar.

## Localidades na vizinhança
O diagrama seguinte representa as localidades num raio de 28 km ao redor de Idabel.

## Pessoas notáveis
- Hadley Caliman, saxofonista renomado, nasceu em 1932, e faleceu em 12 de setembro de 2010, em Seattle, Washington.
- Jeff Keith (Jeffery Lynn Keith), vocalista da banda Tesla, nasceu em 12 de outubro de 1958 em Texarkana, Arkansas, residiu em Idabel antes de atingir fama.
- Sunny Murray, músico baterista, pioneiro do estilo free jazz; nasceu em 1937.